# 久世村 (京都府)
久世村（くぜむら）は、京都府乙訓郡にあった村。現在の京都市南区のうち桂川以西に当たる。

## 歴史
『倭名鈔』にみえる「訓世郷」がその前身であり、その後、上久世荘、下久世荘、東久世荘（築山荘）、本久世荘（大藪荘）などに発展分割された。
- 1874年（明治7年） - 乙訓郡下久世村・中久世村が合併して（旧）久世村が発足。
- 1889年（明治22年）4月1日 - 町村制の施行により、乙訓郡上久世村・久世村・大藪村・築山村・東土川村が合併し久世村が発足。
- 1959年（昭和34年）11月1日 - 久世村が京都市に編入され、同日久世村廃止。

## 経済

### 産業
農業
至る所田畑が拓け農を主業として米・麦を産し、竹材を出す。『大日本篤農家名鑑』によれば、久世村の篤農家は「井上岩次郎、長岡常次郎、風間荘太郎、川島松之助」などがいた。

## 地域

### 教育
- 大藪尋常小学校 - 訓導は上久世の「安井義信、前田善章、永井登志榮」、学校医は「永井利義」などがいた[4]。

### 施設
宗教
- 綾戸國中神社
- 福田寺（西山浄土宗） - 僧行基の開基[1]。
- 行願寺（浄土宗）[5]
- 祐楽寺（浄土宗）[5]
- 鷲尾寺（曹洞宗）[6]